# Síň slávy IIHF

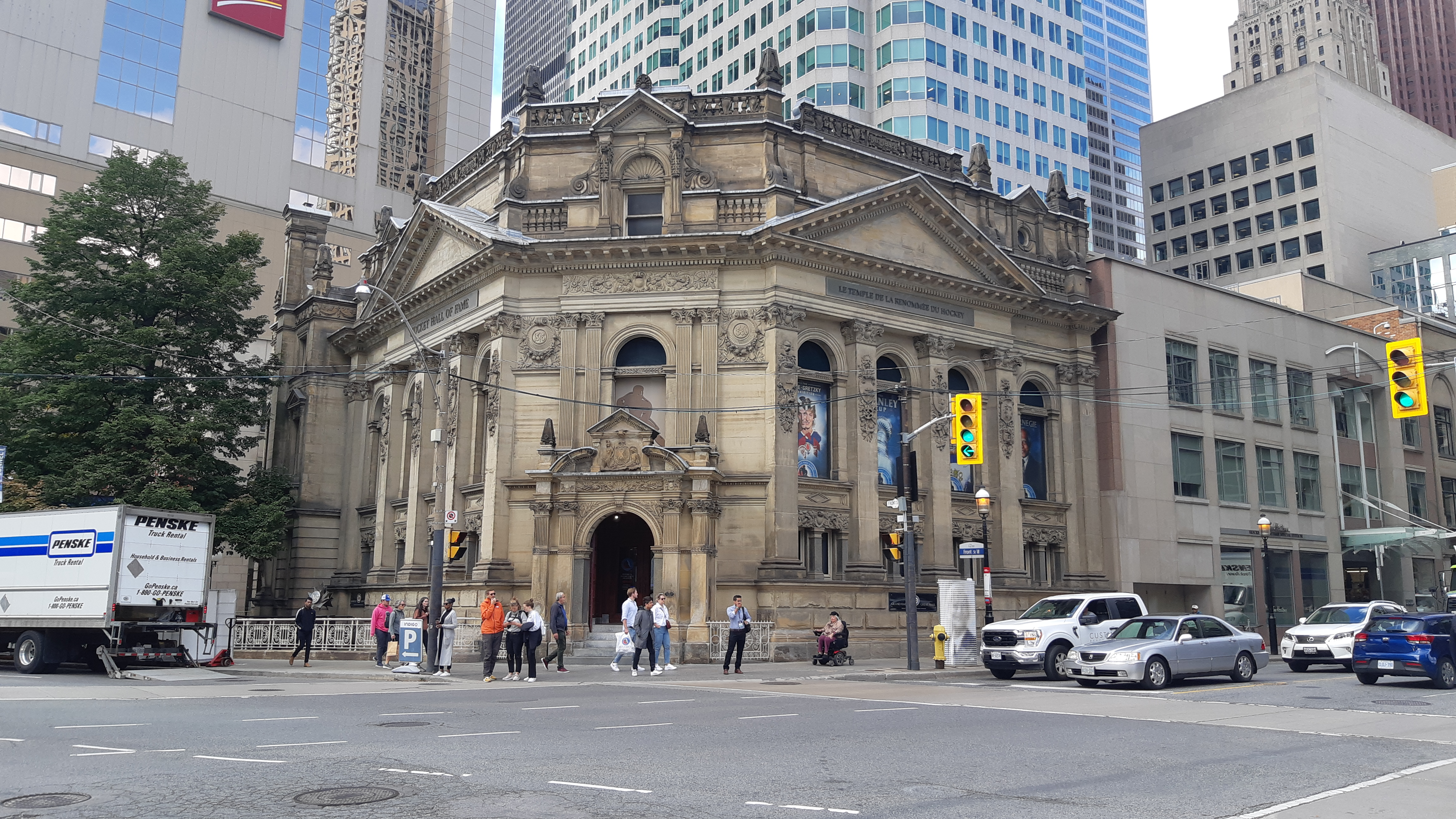
Hokejová síň slávy v Torontu hostí Síň slávy IIHF od roku 1998.

Síň slávy IIHF (IIHF Hall of Fame) byla založena v roce 1997. Mezinárodní federace ledního hokeje od té doby oceňuje bývalé hráče, trenéry, rozhodčí a další osoby spojené s ledním hokejem. Síň slávy IIHF se fyzicky nachází v Torontu společně s hokejovou síní slávy, kde jsou umístěny hmotné upomínky na uvedené členy i historii federace. Síň slávy se rozrůstá o nové členy jejich jmenováním obvykle při mistrovstvích světa v ledním hokeji.
| Sportovec              | Stát                     | Rok  | Poznámka         |
| ---------------------- | ------------------------ | ---- | ---------------- |
| Vsevolod Bobrov        | Rusko                    | 1997 | (hráč)           |
| Vlastimil Bubník       | Česko                    | 1997 | (hráč)           |
| Bill Cleary            | USA                      | 1997 | (hráč)           |
| Gerry Cosby            | USA                      | 1997 | (hráč)           |
| Jaroslav Drobný        | Česko                    | 1997 | (hráč)           |
| Anders Hedberg         | Švédsko                  | 1997 | (hráč)           |
| Erich Kühnhackl        | Německo                  | 1997 | (hráč)           |
| Vic Lindquist          | Kanada                   | 1997 | (hráč)           |
| Seth Martin            | Kanada                   | 1997 | (hráč)           |
| John Mayasich          | USA                      | 1997 | (hráč)           |
| Václav Nedomanský      | Česko                    | 1997 | (hráč)           |
| Alexandr Ragulin       | Rusko                    | 1997 | (hráč)           |
| Harry Sinden           | Kanada                   | 1997 | (hráč)           |
| Vladislav Treťjak      | Rusko                    | 1997 | (hráč)           |
| Richard Torriani       | Švýcarsko                | 1997 | (hráč)           |
| Sven Tumba Johansson   | Švédsko                  | 1997 | (hráč)           |
| Urpo Ylönen            | Finsko                   | 1997 | (hráč)           |
| Vladimír Zábrodský     | Česko                    | 1997 | (hráč)           |
| Paul Loicq             | Belgie                   | 1997 | (rozvoj)         |
| Bunny Ahearne          | Velká Británie           | 1997 | (rozvoj)         |
| David Bauer            | Kanada                   | 1997 | (rozvoj)         |
| Walter A. Brown        | USA                      | 1997 | (rozvoj)         |
| Arne Grunander         | Švédsko                  | 1997 | (rozvoj)         |
| Gordon Juckes          | Kanada                   | 1997 | (rozvoj)         |
| Vladimír Kostka        | Česko                    | 1997 | (rozvoj)         |
| Bob Lebel              | Kanada                   | 1997 | (rozvoj)         |
| Louis Magnus           | Francie                  | 1997 | (rozvoj)         |
| Günther Sabetzki       | Německo                  | 1997 | (rozvoj)         |
| Andrej Starovojtov     | Rusko                    | 1997 | (rozvoj)         |
| Anatolij Tarasov       | Rusko                    | 1997 | (rozvoj)         |
| Walter Wasservogel     | Rakousko                 | 1997 | (rozvoj)         |
| Helmuts Balderis       | Lotyšsko                 | 1998 | (hráč)           |
| Lars Björn             | Švédsko                  | 1998 | (hráč)           |
| Ferdinand Cattini      | Švýcarsko                | 1998 | (hráč)           |
| Hans Cattini           | Švýcarsko                | 1998 | (hráč)           |
| Bill Christian         | USA                      | 1998 | (hráč)           |
| Vladimír Dzurilla      | Slovensko                | 1998 | (hráč)           |
| Carl Erhardt           | Velká Británie           | 1998 | (hráč)           |
| Anatolij Firsov        | Rusko                    | 1998 | (hráč)           |
| Jozef Golonka          | Slovensko                | 1998 | (hráč)           |
| Karel Gut              | Česko                    | 1998 | (hráč)           |
| Jiří Holeček           | Česko                    | 1998 | (hráč)           |
| Gustav Jaenecke        | Německo                  | 1998 | (hráč)           |
| Marshall Johnston      | Kanada                   | 1998 | (hráč)           |
| Valerij Charlamov      | Rusko                    | 1998 | (hráč)           |
| Jacques Lacarrière     | Francie                  | 1998 | (hráč)           |
| Håkan Loob             | Švédsko                  | 1998 | (hráč)           |
| Pekka Marjamäki        | Finsko                   | 1998 | (hráč)           |
| Jack McCartan          | USA                      | 1998 | (hráč)           |
| Terry O'Malley         | Kanada                   | 1998 | (hráč)           |
| Eduard Pana            | Rumunsko                 | 1998 | (hráč)           |
| Börje Salming          | Švédsko                  | 1998 | (hráč)           |
| Valerij Vasiljev       | Rusko                    | 1998 | (hráč)           |
| Harry Watson           | Kanada                   | 1998 | (hráč)           |
| William Hewitt         | Kanada                   | 1998 | (rozvoj)         |
| Cesar Lüthi            | Švýcarsko                | 1998 | (rozvoj)         |
| Bob Ridder             | USA                      | 1998 | (rozvoj)         |
| Jack Riley             | USA                      | 1998 | (rozvoj)         |
| Arne Strömberg         | Švédsko                  | 1998 | (rozvoj)         |
| Viktor Tichonov        | Rusko                    | 1998 | (rozvoj)         |
| Xaver Unsinn           | Německo                  | 1998 | (rozvoj)         |
| Sven Bergkvist         | Švédsko                  | 1999 | (hráč)           |
| Roger Bourbonnais      | Kanada                   | 1999 | (hráč)           |
| Jim Craig              | USA                      | 1999 | (hráč)           |
| Mike Curran            | USA                      | 1999 | (hráč)           |
| Jiří Holík             | Česko                    | 1999 | (hráč)           |
| Leif Holmqvist         | Švédsko                  | 1999 | (hráč)           |
| Fran Huck              | Kanada                   | 1999 | (hráč)           |
| Mark Johnson           | USA                      | 1999 | (hráč)           |
| Oldřich Machač         | Česko                    | 1999 | (hráč)           |
| Barry MacKenzie        | Kanada                   | 1999 | (hráč)           |
| Alexandr Malcev        | Rusko                    | 1999 |                  |
| Boris Majorov          | Rusko                    | 1999 |                  |
| Jack McLeod            | Kanada                   | 1999 |                  |
| Lasse Oksanen          | Finsko                   | 1999 |                  |
| František Pospíšil     | Česko                    | 1999 |                  |
| Sepp Puschnig          | Rakousko                 | 1999 |                  |
| Roland Stoltz          | Švédsko                  | 1999 |                  |
| Jorma Valtonen         | Finsko                   | 1999 |                  |
| Joachim Ziesche        | Německo                  | 1999 |                  |
| Herb Brooks            | USA                      | 1999 |                  |
| Enrico Calcaterra      | Itálie                   | 1999 |                  |
| Arkadij Černyšov       | Rusko                    | 1999 |                  |
| Rudolf Eklow           | Švédsko                  | 1999 |                  |
| Derek Holmes           | Kanada                   | 1999 |                  |
| Tore Johannessen       | Norsko                   | 1999 |                  |
| Harry Lindblad         | Finsko                   | 1999 |                  |
| Ján Starší             | Slovensko                | 1999 |                  |
| Hal Trumble            | USA                      | 1999 |                  |
| Jošiaki Cucumi         | Japonsko                 | 1999 |                  |
| Wayne Gretzky          | Kanada                   | 2000 | (hráč)           |
| Tomas Jonsson          | Švédsko                  | 2000 | (hráč)           |
| Udo Kießling           | Německo                  | 2000 | (hráč)           |
| Jari Kurri             | Finsko                   | 2000 | (hráč)           |
| Boris Michajlov        | Rusko                    | 2000 | (hráč)           |
| Peter Šťastný          | Slovensko                | 2000 | (hráč)           |
| Goran Stubb            | Finsko                   | 2000 |                  |
| Sergej Makarov         | Rusko                    | 2001 | (hráč)           |
| Vladimír Martinec      | Česko                    | 2001 | (hráč)           |
| Hans Rampf             | Německo                  | 2001 | (hráč)           |
| Ulf Sterner            | Švédsko                  | 2001 | (hráč)           |
| Dave King              | Kanada                   | 2001 |                  |
| Gyorgy Pasztor         | Maďarsko                 | 2001 |                  |
| Ivan Hlinka            | Česko                    | 2002 | (hráč)           |
| Matti Keinonen         | Finsko                   | 2002 | (hráč)           |
| Nisse Nilsson          | Švédsko                  | 2002 | (hráč)           |
| Ernest Aljančič        | Jugoslávie               | 2002 | (hráč)           |
| Peter Patton           | Velká Británie           | 2002 |                  |
| Gordon Renwick         | Kanada                   | 2002 |                  |
| Thayer Tutt            | USA                      | 2002 |                  |
| Vladimir Jurzinov      | Rusko                    | 2002 |                  |
| Bengt-Åke Gustafsson   | Švédsko                  | 2003 | (hráč)           |
| Timo Jutila            | Finsko                   | 2003 | (hráč)           |
| Josef Maleček          | Česko                    | 2003 | (hráč)           |
| Alexandr Jakušev       | Rusko                    | 2003 | (hráč)           |
| Curt Berglund          | Švédsko                  | 2003 |                  |
| Heinz Henschel         | Německo                  | 2003 |                  |
| Josef Kompalla         | Německo                  | 2003 |                  |
| Unto Wiitala           | Finsko                   | 2003 |                  |
| Rudi Ball              | Německo                  | 2004 | (hráč)           |
| Vitalij Davydov        | Rusko                    | 2004 | (hráč)           |
| Lou Nanne              | USA                      | 2004 | (hráč)           |
| Ronald Pettersson      | Švédsko                  | 2004 | (hráč)           |
| Nikolaj Sologubov      | Rusko                    | 2004 | (hráč)           |
| František Tikal        | Česko                    | 2004 | (hráč)           |
| Mike Buckna            | Kanada                   | 2004 |                  |
| Ladislav Horský        | Československo/Slovensko | 2004 |                  |
| Cutomu Kawabuči        | Japonsko                 | 2004 |                  |
| Miroslav Šubrt         | Česko                    | 2004 |                  |
| Ove Dahlberg           | Švédsko                  | 2004 |                  |
| Jurij Karandin         | Rusko                    | 2004 |                  |
| Vjačeslav Fetisov      | Rusko                    | 2005 | (hráč)           |
| Viktor Kuzkin          | Rusko                    | 2005 | (hráč)           |
| Mats Näslund           | Švédsko                  | 2005 | (hráč)           |
| Alois Schloder         | Německo                  | 2005 | (hráč)           |
| Jorgen Hviid           | Dánsko                   | 2005 |                  |
| Quido Adamec           | Česko                    | 2005 |                  |
| Henryk Gruth           | Polsko                   | 2006 | (hráč)           |
| Kent Nilsson           | Švédsko                  | 2006 | (hráč)           |
| Vladimir Petrov        | Rusko                    | 2006 | (hráč)           |
| Juhani Wahlsten        | Finsko                   | 2006 | (hráč)           |
| Anatolij Chorozov      | Ukrajina                 | 2006 |                  |
| Šoiči Tomita           | Japonsko                 | 2006 |                  |
| Venjamin Alexandrov    | Rusko                    | 2007 | (hráč)           |
| Vladimír Bouzek        | Česko                    | 2007 | (hráč)           |
| Josef Černý            | Česko                    | 2007 | (hráč)           |
| Jakob Kölliker         | Švýcarsko                | 2007 | (hráč)           |
| Viktor Konovalenko     | Rusko                    | 2007 | (hráč)           |
| Konstantin Loktěv      | Rusko                    | 2007 | (hráč)           |
| Esa Peltonen           | Finsko                   | 2007 | (hráč)           |
| Thomas Rundqvist       | Švédsko                  | 2007 | (hráč)           |
| Vjačeslav Staršinov    | Rusko                    | 2007 | (hráč)           |
| Luděk Bukač            | Česko                    | 2007 |                  |
| Igor Dmitrijev         | Rusko                    | 2007 |                  |
| Hans Dobida            | Rakousko                 | 2007 |                  |
| Philippe Bozon         | Francie                  | 2008 | (hráč)           |
| Igor Larionov          | Rusko                    | 2008 | (hráč)           |
| Mario Lemieux          | Kanada                   | 2008 | (hráč)           |
| Cammi Granatová        | USA                      | 2008 | (hráčka)         |
| Geraldine Heaneyová    | Kanada                   | 2008 | (hráčka)         |
| Angela Jamesová        | Kanada                   | 2008 | (hráčka)         |
| Art Berglund           | Švédsko                  | 2008 |                  |
| Rudi Hiti              | Slovinsko                | 2009 | (hráč)           |
| Alexej Kasatonov       | Rusko                    | 2009 | (hráč)           |
| Jan Suchý              | Česko                    | 2009 | (hráč)           |
| Walter Bush Jr.        | USA                      | 2009 |                  |
| Laszlo Schell          | Maďarsko                 | 2009 |                  |
| Riikka Nieminen-Välilä | Finsko                   | 2010 | (hráč)           |
| Dieter Hegen           | Německo                  | 2010 | (hráč)           |
| Artūrs Irbe            | Lotyšsko                 | 2010 | (hráč)           |
| Vladimir Krutov        | Rusko                    | 2010 | (hráč)           |
| Rickard Fagerlund      | Švédsko                  | 2010 | (rozvoj)         |
| Karyn Byeová           | USA                      | 2011 | (hráčka)         |
| Tord Lundström         | Švýcarsko                | 2011 | (hráč)           |
| Bohumil Modrý          | Česko                    | 2011 | (hráč)           |
| Ladislav Troják        | Slovensko                | 2011 | (hráč)           |
| Doru Tureanu           | Rumunsko                 | 2011 | (hráč)           |
| Kalevi Numminen        | Finsko                   | 2011 | (rozvoj)         |
| Pavel Bure             | Rusko                    | 2012 | (hráč)           |
| Raimo Helminen         | Finsko                   | 2012 | (hráč)           |
| Phil Housley           | USA                      | 2012 | (hráč)           |
| Milan Nový             | Česko                    | 2012 | (hráč)           |
| Andy Murray            | Kanada                   | 2012 | (rozvoj)         |
| Peter Forsberg         | Švédsko                  | 2013 | (hráč)           |
| Mats Sundin            | Švédsko                  | 2013 | (hráč)           |
| Teppo Numminen         | Finsko                   | 2013 | (hráč)           |
| Paul Henderson         | Kanada                   | 2013 | (hráč)           |
| Danielle Goyettová     | Kanada                   | 2013 | (hráčka)         |
| Jan-Ake Edvinsson      | Švédsko                  | 2013 | (rozvoj)         |
| Vjačeslav Bykov        | Rusko                    | 2014 | (hráč)           |
| Andrej Chomutov        | Rusko                    | 2014 | (hráč)           |
| Ruslan Salej           | Bělorusko                | 2014 | (hráč)           |
| Steve Yzerman          | Kanada                   | 2014 | (hráč)           |
| Murray Costello        | USA                      | 2014 | (rozvoj)         |
| Dieter Kalt            | Rakousko                 | 2014 | (rozvoj)         |
| Dominik Hašek          | Česko                    | 2015 | (hráč)           |
| Robert Reichel         | Česko                    | 2015 | (hráč)           |
| Scott Niedermayer      | Kanada                   | 2015 | (hráč)           |
| Maria Roothová         | Švédsko                  | 2015 | (hráčka)         |
| Fran Riderová          | Kanada                   | 2015 | (rozvoj)         |
| Lucio Topatigh         | Itálie                   | 2015 | (Torriani Award) |
| Peter Bondra           | Slovensko                | 2016 | (hráč)           |
| Valerij Kamenskij      | Rusko                    | 2016 | (hráč)           |
| Sergej Fjodorov        | Rusko                    | 2016 | (hráč)           |
| Ville Peltonen         | Finsko                   | 2016 | (hráč)           |
| Pat Quinn              | Kanada                   | 2016 | (rozvoj)         |
| Ben Smith              | USA                      | 2016 | (rozvoj)         |
| Gábor Ocskay           | Maďarsko                 | 2016 | (Torriani Award) |
| Joe Sakic              | Kanada                   | 2017 | (hráč)           |
| Teemu Selänne          | Finsko                   | 2017 | (hráč)           |
| Saku Koivu             | Finsko                   | 2017 | (hráč)           |
| Uwe Krupp              | Německo                  | 2017 | (hráč)           |
| Angela Ruggierová      | USA                      | 2017 | (hráčka)         |
| Tony Hand              | Spojené království       | 2017 | (Torriani Award) |
| Daniel Alfredsson      | Švédsko                  | 2018 | (hráč)           |
| Rob Blake              | Kanada                   | 2018 | (hráč)           |
| Chris Chelios          | USA                      | 2018 | (hráč)           |
| Jere Lehtinen          | Finsko                   | 2018 | (hráč)           |
| Philippe Lacarrière    | Francie                  | 2018 | (rozvoj)         |
| Bob Nadin              | Kanada                   | 2018 | (rozvoj)         |
| Jesper Damgaard        | Dánsko                   | 2018 | (Torriani Award) |
| Boris Alexandrov       | Kazachstán               | 2019 | rozvoj           |
| Jörgen Jönsson         | Švédsko                  | 2019 | (hráč)           |
| Mike Modano            | USA                      | 2019 | (hráč)           |
| Žigmund Pálffy         | Slovensko                | 2019 | (hráč)           |
| Miroslav Šatan         | Slovensko                | 2019 | (hráč)           |
| Hayley Wickenheiserová | Kanada                   | 2019 | (hráčka)         |
| Konstantin Mihailov    | Bulharsko                | 2019 | (Torriani Award) |
| Ryan Smyth             | Kanada                   | 2020 | (hráč)           |
| Mathias Seger          | Švýcarsko                | 2020 | (hráč)           |
| Mark Streit            | Švýcarsko                | 2020 | (hráč)           |
| Kimmo Timonen          | Finsko                   | 2020 | (hráč)           |
| Alexej Jaškin          | Rusko                    | 2020 | (hráč)           |
| Mong-won Chung         | Jižní Korea              | 2020 | (rozvoj)         |
| Ron Berteling          | Nizozemsko               | 2020 | (Torriani Award) |
| René Fasel             | Švýcarsko                | 2021 | (rozvoj)         |
| Sandra Dombrowski      | Švýcarsko                | 2023 | (rozhodčí)       |
| Caroline Ouelletteová  | Kanada                   | 2023 | (hráčka)         |
| James Foster           | Spojené království       | 2023 | (hráč)           |
| Cristobal Huet         | Francie                  | 2023 | (hráč)           |
| Brian Leetch           | USA                      | 2023 | (hráč)           |
| Henrik Zetterberg      | Švédsko                  | 2023 | (hráč)           |
| Kalervo Kummola        | Finsko                   | 2023 | (rozvoj)         |
| Viktor Szélig          | Maďarsko                 | 2024 | (Torriani Award) |
| Natalie Darwitz        | USA                      | 2024 | (hráčka)         |
| Melody Davidson        | Kanada                   | 2024 | (rozvoj)         |
| Jaromír Jágr           | Česko                    | 2024 | (hráč)           |
| Jaroslav Pouzar        | Česko                    | 2024 | (hráč)           |
| Igor Liba              | Slovensko                | 2024 | (hráč)           |
| Petteri Nummelin       | Finsko                   | 2024 | (hráč)           |
| Kenny Jönsson          | Švédsko                  | 2024 | (hráč)           |
| Dezső Varga            | Rumunsko                 | 2024 | (Torriani Award) |
| Vicky Sunohara         | Kanada                   | 2025 | (hráčka)         |
| David Výborný          | Česko                    | 2025 | (hráč)           |
| Zdeno Chára            | Slovensko                | 2025 | (hráč)           |
| Henrik Lundqvist       | Švédsko                  | 2025 | (hráč)           |
| Kim Martin Hasson      | Švédsko                  | 2025 | (hráčka)         |
| Frans Nielsen          | Dánsko                   | 2025 | (hráč)           |
| Kai Hietarinta         | Finsko                   | 2025 | (rozvoj)         |
| Leszek Laszkiewicz     | Polsko                   | 2025 | (Torriani Award) |

| Poř.   | Tým                | Počet osobností |
| ------ | ------------------ | --------------- |
| 1.     | Kanada             | 38              |
| 2.     | Rusko              | 36              |
| 3.     | Švédsko            | 34              |
| 4.     | Česko              | 27              |
| 5.     | USA                | 26              |
| 6.     | Finsko             | 24              |
| 7.     | Německo            | 13              |
| 8.     | Slovensko          | 11              |
| 9.     | Švýcarsko          | 9               |
| 10.    | Francie            | 5               |
| 10.    | Spojené království | 5               |
| 11.    | Rakousko           | 4               |
| 12.    | Maďarsko           | 4               |
| 14.    | Japonsko           | 3               |
| 15.    | Rumunsko           | 3               |
| 16.    | Dánsko             | 3               |
| 17.    | Lotyšsko           | 2               |
| 18.    | Itálie             | 2               |
| 19.    | Slovinsko          | 2               |
| 20.    | Polsko             | 2               |
| 21.    | Jugoslávie         | 1               |
| 22.    | Norsko             | 1               |
| 23.    | Belgie             | 1               |
| 24.    | Bělorusko          | 1               |
| 25.    | Kazachstán         | 1               |
| 26.    | Ukrajina           | 1               |
| 26.    | Jižní Korea        | 1               |
| 26.    | Nizozemsko         | 1               |
| Celkem |                    | 261             |

- Česko (27)
  - 1997 Vlastimil Bubník, Jaroslav Drobný, Václav Nedomanský, Vladimír Zábrodský, Vladimír Kostka (trenér)
  - 1998 Karel Gut, Jiří Holeček
  - 1999 Jiří Holík, Oldřich Machač, František Pospíšil
  - 2001 Vladimír Martinec
  - 2002 Ivan Hlinka
  - 2003 Josef Maleček
  - 2004 František Tikal, Miroslav Šubrt
  - 2005 Quido Adamec (hokejový rozhodčí)
  - 2007 Vladimír Bouzek, Josef Černý, Luděk Bukač
  - 2009 Jan Suchý
  - 2011 Bohumil Modrý
  - 2012 Milan Nový
  - 2015 Dominik Hašek, Robert Reichel
  - 2024 Jaromír Jágr, Jaroslav Pouzar
  - 2025 David Výborný